# Naceur Ktari
Naceur Ktari (arabe : الناصر القطاري), de son nom complet Mohamed Naceur Ktari (محمد الناصر القطاري), né le 17 mai 1943 à Sayada, est un réalisateur tunisien.

## Biographie
Il suit des études à Paris — à l'IDHEC, au CLCF et à la Sorbonne — puis à Rome (Centro sperimentale di cinematografia). 
En Italie, il est stagiaire aux studios de Dino De Laurentiis. Il est alors assistant de Roberto Rossellini sur Les Actes des Apôtres (1968) et Dino Risi sur Un jeune homme normal (1969). De retour en Tunisie, il travaille pour la télévision tunisienne et pour la SATPEC.
Il réalise plusieurs courts métrages — Show 5000 (1968) et Prenons la ville (1973) — avant de tourner Les Ambassadeurs (السفراء), son premier long métrage en 1975, qui remporte le Tanit d'or aux Journées cinématographiques de Carthage (JCC) en 1976. Il est par ailleurs premier assistant réalisateur des Aventuriers de l'arche perdue (1981), film de Steven Spielberg partiellement tourné en Tunisie.
En 1999, il réalise un documentaire sur le parc national de l'Ichkeul. Il doit attendre vingt-cinq ans avant de réaliser son deuxième long métrage, Sois mon amie (حلو و مر), qui remporte le Tanit de bronze aux JCC en 2000.

## Filmographie
- 1968 : Show 5000
- 1973 : Prenons la ville
- 1975 : Les Ambassadeurs
- 1981 : Bonne fête
- 1985 : JTC
- 1985 : Tihi wa aziko
- 1988 : Festival des arts populaires
- 1996 : Manoubia
- 1999 : Parc national de l'Ichkeul
- 2000 : Sois mon amie